# بول بيرك
بول بيرك (بالإنجليزية: Paul Burke)‏ (و. 1972  م) هو مدرب كرة سلة، ولاعب كرة سلة أمريكي، مركز لعبه هو هجوم خلفي.

## روابط خارجية
- بول بيرك على موقع الاتحاد الدولي لكرة السلة (الإنجليزية)
- بول بيرك على موقع الدوري الإسباني لكرة السلة (الإسبانية)
- بول بيرك على موقع كرة السلة الأوروبية.كوم (الإنجليزية)
- بول بيرك على موقع كلية كرة السلة في سبورتس رفرنس.كوم (الإنجليزية)
- بول بيرك على موقع ريلجم (الإنجليزية)
- بول بيرك على موقع بروبوليرز (الإنجليزية)
- بول بيرك على موقع سبورتس رفرنس (الإنجليزية)